# Капков Сергій Володимирович
Серхат Володимирович Капков (29 червня 1972 , Москва ) — російський журналіст, кінознавець, історик анімації, а також сценарист і режисер. Художній керівник Національної анімаційної премії «Ікар». Заслужений працівник культури Російської Федерації (2022).

## Біографія
Народився 29 червня 1972 року в Москві.
1989 року вступив до МХТІ ім. Менделєєва, на факультет хімічної технології силікатів. У 1991 році разом із Олександром Плющевим створив молодіжну редакцію газети «Менделеевец». З 1992 року почав публікувати статті про акторів радянського кіно в газетах Вечерняя Москва і Сударушка. Паралельно в 1993 році почав працювати вчителем хімії в школі № 89.
У 1995 році закінчив Російський хіміко-технологічний університет імені Д. І. Менделєєва і став ведучим радіостанції «Эхо Москвы». Вів передачі про театр, кіно та мультиплікацію, а також випуски новин культури. Був кореспондентом. Одночасно друкувався в багатьох газетах і журналах, у тому числі виданнях «ТВ-Парк», «Труд» (1999—2001), «Еженедельный журнал», «Газета» (2004—2005) та ін. З 2001 пише книги про кіно.
Упорядник понад 200 біографій радянських кіноакторів (у тому числі для «Енциклопедії кіно Кирила і Мефодія»), розтиражованих у всіх інтернет-енциклопедіях. Один із творців сайту «Animator.ru». Був прес-аташе Міжнародного фестивалю анімаційного кіно «КРОК», відбірником Всеросійського фестивалю анімації в Суздалі, відбірником анімаційних фільмів Благодійного кінофестивалю «Променистий ангел», членом Державної атестаційної комісії ВДІК на кафедрі режисури анімаційного кіно (у 2011–18 — председатель комісії).
З 2011 року як режисер концертів співпрацює з Російським державним симфонічним оркестром кінематографії.

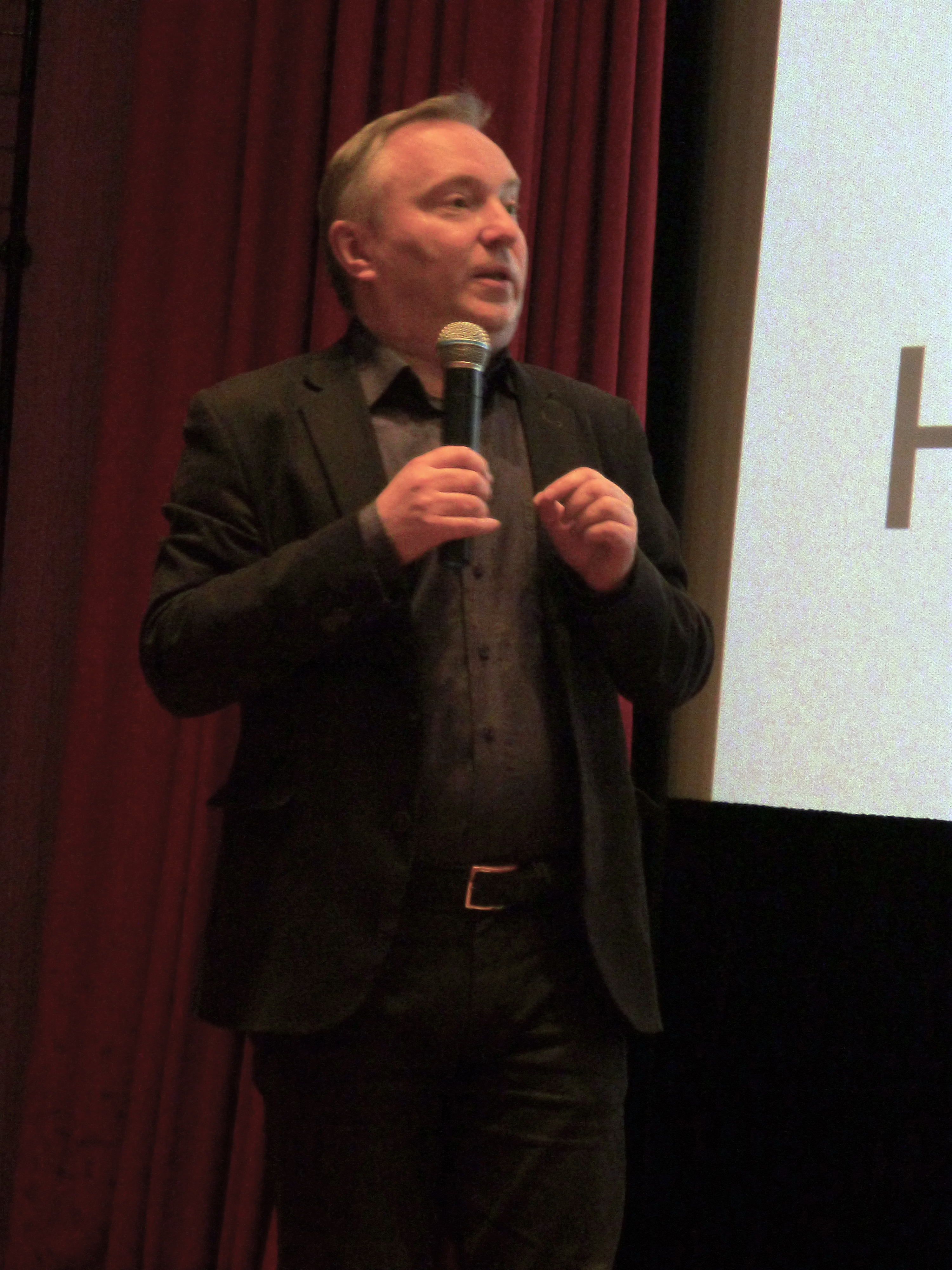
Сергій Капков на «Кінопробі», 5 грудня 2020

У 2014 році ініціював створення Національної анімаційної премії «Ікар» і став її художнім керівником.
У 2017 році став шеф-редактором кіностудії Союзмультфільм. Озвучує мультфільми, знімається в епізодичних ролях в ігровому кіно.
Член Російської академії кінематографічних мистецтв «Ніка» та Спілки кінематографістів РФ.

## Телебачення
У 1996–1998 писав сценарії для телепередачі «На добраніч, малюки!».
З 1998 був редактором новин на телеканалах «НТВ» та «Росія», співпрацював у телеканалах «Закон ТВ» та «Час. Перший канал. Всесвітня мережа», був шеф-редактором пізнавально-розважальної телепрограми «Ранок Росії».
Автор сценарію телециклу «Людина в кадрі» (понад 50 фільмів, 2007—2010, телеканал «Час. Перший канал. Всесвітня мережа»). Серед фільмів: «Георгій Віцин», «Ріна Зелена», «Георгій Мілляр», «Марія Виноградова», «Тетяна Пельтцер», «Олександр Татарський», «Юрій Катін-Ярцев», «Марія Капніст», «Костянтин Бронзит», «Анатолій Кубацький», «В'ячеслав Невинний», «Володимир Ільїн», «Олександр Дем'яненко», «Сергій Скрипка», «Давид Черкаський», «Ольга Красько», «Дмитро Мар'янов», «Борис Бібіков», «Роман Мадянов», «Едуард Назаров» та ін.
Учасник численних телепрограм про кіно та майстрів мистецтв.

## Фільмографія
Документальні фільми
- 2005  — «Режисер-мультиплікатор» (у циклі «Фабрика чудес») — автор сценарію
- 2006  — «Художник-постановник» (у циклі «Фабрика чудес») — автор сценарію
- 2006  — «Аніматор» (у циклі «Фабрика чудес») — автор сценарію
- 2006  — «Ролі озвучують» (у циклі «Фабрика чудес») — автор сценарію
- 2007  — «Автор сценарію» (у циклі «Фабрика чудес») — автор сценарію
- 2007  — «Композитор» (у циклі «Фабрика чудес») — автор сценарію
- 2008 — «Пролог. Від імені глядача» (у циклі «Фабрика чудес») — автор сценарію, участь у фільмі
- 2008 — «Пані Малкіна — чеська Раневська» (у циклі «Роман з долею»; про актрису Ліліан Малкіна) — режисер, автор сценарію
- 2008 — «День народження мультфільму» — режисер, автор сценарію
- 2010 — «Намалюємо — будемо жити» (у циклі «Конструктори мрій») — автор сценарію
- 2012 — «Ми родом з мультиків. Сто років російської анімації» — автор сценарію
- 2012 — «Олена Дріацька. На весь голос» (у циклі «Роман з долею-3»; про співачку Олену Дріацьку) — режисер, автор сценарію
- 2012 — «Кішки, ведмедики, Чижиков» (у циклі «Роман з долею-3»; про художника Віктора Чижикова) — режисер, автор сценарію
- 2013 — «Анімація на колінах» (у циклі «Повернення легенди») — режисер, автор сценарію
- 2013 — «Покоління next» (у циклі «Повернення легенди») — режисер, автор сценарію
- 2014 – «Дорогою з Бременськими» (у циклі «Повернення легенди-2») – режисер, автор сценарію
- 2014 – «Чарівники „Екрана“» (у циклі «Повернення легенди-2») – автор сценарію
- 2014 — «Симфонія екрану» — режисер, автор сценарію
- 2015 — «Товарищ Его Высочества»[6] — режисер, автор сценарію, участь у фільмі
- 2020 — «Александр Татарский. Нарисую — будем жить» — автор сценарію[7]
- 2021 — «Хто нас намалював? Історія вітчизняної анімації» (серіал) — участь у серіалі

Анімаційні фільми
- 1998 — «Летающая шуба» (у циклі «Были — небыли») — автор сценарію
- 2012 — «Сказ хотанского ковра» (у циклі «Гора самоцветов») — озвучив роль Хороброго зайця і масові сцени
- 2015 — «Совы нежные»[8] — продюсер
- 2015 — «Морская свинка» (у серіалі «Поросёнок») — озвучив роль Телевізора
- 2016 — «Олимпиада» (у серіалі «Поросёнок»)⅞nbsp;— озвучив роль Телевізора
- 2016 — «Popcorn» — продюсер
- 2017 — «Аниматанго» — продюсер
- 2017 — «Новый год» (у серіалі «Поросёнок») — озвучив ролі Свина и Президента
- 2017 — «Лентяйка Василиса» — озвучив роль Козла
- 2018 — «Бредовая канитель» — сорежисер і продюсер
- 2019 — «Пилотариум» — продюсер
- 2020 — «7 козлят» (у збірці «Веселая карусель» № 50) — автор сценарію[9]
- 2020 — «Привет, Бабульник!» — редактор[10]
- 2020 — «Медведь» — редактор
- 2020 — «Жара» (у серіалі «Поросёнок») — озвучив роль Телевізора
- 2021 — «Мой друг тигр» — редактор
- 2021 — «Репетиция оркестра» — редактор
- 2021 — «Бодо Бородо» (серіал) — автор сценарію ряда серій
- 2023 — «Школа Ёлок» (анімаційний фільм) — сценарист (у співавторстві з Олегом Козыревым)

Ігрові фільми
- 2013 — «Я думав: я — Адам... або довга дорога в Гогежу» — камео
- 2018 — Чернетка — епізодична роль поліцейського
- 2018 — Слони можуть грати у футбол — роль системного адміністратора
- 2021  — «Старець» (серіал) — роль адвоката Юрія в серії "Прийняти не можна залишитися»
- 2022 — «У профіль та анфас» (короткометражний) — роль директора радгоспу Михайла Семеновича
- 2022 — «Розлучення» (серіал) — епізод
- 2022 — «Від одного Зайця» (короткометражний) — роль викладача[11]

## Книги
- «Эти разные, разные лица» (2001)
- «Товарищ его высочества» (2002, за спогадами кіноактера і колишнього імператорського юнги Георгия Светлани) — Издательство «Деком», ISBN 5-89533-064-9
- «Короли комедии» (2003) — Эксмо, Алгоритм-книга; ISBN 5-9265-0095-8
- «Эпизодники» (2005)
- «Любимые комики» (2005) — Эксмо, Алгоритм; ISBN 5-699-13826-9
- «В гостях у сказки» (2006) — Эксмо, Алгоритм; ISBN 5-699-15640-2
- «Королевы смеха» (2011) — Эксмо, Алгоритм; ISBN 978-5-699-52042-8
- Автор статей у збірці «Наши мультфильмы» (2006)
- Автор-составитель «Энциклопедии отечественной мультипликации» (2006) М.: «Алгоритм». ISBN 5-9265-0319-4
- Автор и составитель «Александр „Pilot“ Татарский», ИД Мещерякова, 2016, ISBN 978-5-91045-920-9.
- «Королевы второго плана» (2022)[12]

## Нагороди
- Диплом Кінофестивалю «Сузір'я» «За служіння культурі та мистецтву» (2000)[13].
- Диплом Гільдії кінознавців та кінокритиків Росії, як автору-упоряднику книги «Энциклопедия отечественной мультипликации» (2006)[14].
- Дипломи щорічної премії Гільдії кінознавців та кінокритиків Росії (2002, 2006, 2007) за книги про кіно.
- Приз «Слон» Гільдії кінознавців та кінокритиків Росії за сайт «Animator.ru» (2008)[15].
- Диплом Кінофестивалю «Золотий бубон» у номінації «Телевізійний портрет» за фільм про Ліліан Малкіної «Пані Малкіна — чеська Раневська» (2008, Ханти-Мансійськ)[16][17].
- Приз I Кінофестивалю «Людина, яка пізнає світ» за фільм «Пані Малкіна — чеська Раневська» (2009).
- Подяка міністра культури Російської Федерації за великий внесок у російську анімацію, багаторічну плідну роботу та у зв'язку зі 100-річчям мультиплікаційного кіно (наказ № 4-вн від 16.01.2012)[18].
- Диплом XIII Фестивалю анімаційних мистецтв "Мультибачення» (2015) з формулюванням «За організацію неорганізованого» — продюсеру анімаційного фільму «Сови ніжні»[19].
- Приз у категорії «Найкраща робота в прикладній анімації» XXI Відкритого російського фестивалю анімаційного кіно в Суздалі (2016) — колективу авторів під керівництвом Сергія Капкова за фільм «Сови ніжні»[20].
- Приз у номінації «Документальне кіно» XIII Міжнародного благодійного кінофестивалю «Променистий ангел» (2016) за фільм «Товариш Його Високості»[21][22].
- Приз у категорії «Кращий фільм у прикладній та замовній анімації» XXIV Міжнародного фестивалю анімаційних фільмів «Крок» (2017, Санкт-Петербург) — за фільм «Аніматанго»[23].
- Номінація «Сценарист» VI Національної анімаційної премії «Ікар» (2020) — за сценарій мультфільму «7 козенят»[24].
- «Приз Слави» імені В'ячеслава Маясова від оргкомітету XXVI Відкритого російського фестивалю анімаційного кіно за внесок у фестивальний рух (2021)[25].
- Заслужений працівник культури Російської Федерації (5 вересня 2022) — за великий внесок у розвиток вітчизняної культури та мистецтва, багаторічну плідну діяльність[26].